# Phil Davis (attore)
Phil Davis (Londra, 30 luglio 1953) è uno scrittore, attore e regista britannico.
Ha ottenuto riconoscimenti in qualità di regista per Life's a Gas (1992) e ID (1995). Ha recitato in Quadrophenia (1979), The Bounty (1984), Belle speranze (1988), Ultimo stadio (1989), Nel nome del padre (1993), North Square (2000), Il segreto di Vera Drake (2004), Bleak House (2005), Whitechapel (2009-2013), Sherlock (2010) e La roccia di Brighton (2010), Merlin (2011), Silk (2012-2014), Poldark (2015), Mad Dogs (2015-2016) e Trying (2020-2022).

## Biografia
Davis è nato a Highgate, Londra, e cresciuto a South Ockendon a Thurrock, Essex. Suo padre lavorava per Procter & Gamble, in una fabbrica di sapone, e sua madre era un supervisore della sala da pranzo dell'ospedale. Si è interessato alla recitazione all'età di otto anni. È stato membro del National Youth Theatre e del Joan Littlewood's Theatre Workshop.

## Carriera
Nel 1977, è stato scelto come protagonista per la commedia Gotcha!. Uno dei suoi primi ruoli cinematografici fu quello di Chalky in Quadrophenia (1979). Ha poi recitato in The Bounty (1984). Il co-protagonista Daniel Day-Lewis in seguito lo ha classificato come una delle sue più grandi fonti di ispirazione. È apparso nella serie TV To Have and to Hold con Amanda Redman. Ha iniziato una lunga collaborazione con Mike Leigh. Nel 1989, ha recitato al fianco di Gary Oldman nel film della BBC sulla violenza calcistica The Firm.
Nel 2004 Davis ha interpretato Stanley in Il segreto di Vera Drake (2004), interpretazione per la quale è stato premiato ai British Independent Film Awards nella categoria Miglior attore. Ha interpretato Smallweed nell'adattamento della BBC del romanzo di Charles Dickens Casa Desolata Belle speranze (2005), e come Jeff Hope, nel primo episodio di Sherlock (2010). Nel 2012, ha interpretato l'avvocato Micky Joy in Silk, poi nel 2015 come Jud, il servo malvagio in Poldark al fianco di Aidan Turner ed Eleanor Tomlinson. Nel 2017, Davis ha interpretato un ruolo principale come DI Ray Miles nella serie in quattro parti di ITV Whitechapel al fianco di Rupert Penry Jones e Steve Pemberton. Dal novembre 2017 al febbraio 2018, ha interpretato Ebenezer Scrooge nel nuovo adattamento di David Edgar di A Christmas Carol alla Royal Shakespeare Company.

## Vita privata
Davis ha sposato l'attrice Eve Matheson a Hackney, Londra nel 2002. Hanno una figlia, Amy Elisabeth (nata nel 2002). Davis ha anche un figlio, Hugo (nato nel 1996), da una precedente relazione.

## Filmografia parziale

### Cinema
- Quadrophenia, regia di Franc Roddam (1979)
- Pink Floyd - The Wall, regia di Alan Parker (1982)
- Il Bounty (The Bounty), regia di Roger Donaldson (1984)
- Belle speranze (High Hopes), regia di Mike Leigh (1988)
- Alien³, regia di David Fincher (1992)
- Nel nome del padre (In the Name of the Father), regia di Jim Sheridan (1993)
- Le donne non sono tutte uguali (Different for Girls), regia di Richard Spence (1996)
- Segreti e bugie (Secrets & Lies), regia di Mike Leigh (1996)
- Fotografando i fantasmi (Photographing Fairies), regia di Nick Willing (1997)
- Nicholas Nickleby, regia di Douglas McGrath (2002)
- Il segreto di Vera Drake (Vera Drake), regia di Mike Leigh (2004)
- Casanova, regia di Lasse Hallström (2005)
- Diario di uno scandalo (Notes on a Scandal), regia di Richard Eyre (2006)
- Sogni e delitti (Cassandra's Dream), regia di Woody Allen (2007)
- Another Year, regia di Mike Leigh (2010)
- Mr. Holmes - Il mistero del caso irrisolto (Mr. Holmes), regia di Bill Condon (2015)
- Appuntamento al parco (Hampstead), regia di Joel Hopkins (2017)
- Juliet, Naked - Tutta un'altra musica (Juliet, Naked), regia di Jesse Peretz (2018)

### Televisione
- I misteri di Orson Welles (Great Mysteries) – serie TV, un episodio (1973)
- Target – serie TV, un episodio (1977)
- I Professionals (The Professionals) – serie TV, un episodio (1978)
- Play for Today – serie TV, 5 episodi (1980)
- L'asso della Manica (Bergerac) – serie TV, episodio 2x01 (1983)
- Robin Hood (Robin of Sherwood) – serie TV, 3 episodi (1985-1986)
- Le avventure di Bailey (Rumpole of the Bailey) – serie TV, episodio 5x04 (1988)
- Ispettore Morse (Inspector Morse) – serie TV, episodio 6x04 (1992)
- North Square – serie TV, 10 episodi (2000)
- Miss Marple (Agatha Christie's Marple) – serie TV, episodio 2x01 (2006)
- Five Days – serie TV, 3 episodi (2007)
- L'ispettore Barnaby (Midsomer Murders) – serie TV, episodio 10x04 (2007)
- L'ispettore Gently (Inspector George Gently) – serie TV, episodio pilota (2007)
- Ashes to Ashes – serie TV, episodio 1x06 (2008)
- Doctor Who – serie TV, episodio 4x02 (2008)
- Testimoni silenziosi (Silent Witness) – serie TV, 4 episodi (2008-2020)
- Disperatamente romantici (Desperate Romantics) – miniserie TV, 4 puntate (2009)
- Whitechapel – serie TV, 18 episodi (2009-2013)
- My Family – serie TV, un episodio (2010)
- Sherlock – serie TV, 2 episodi (2010)
- Merlin – serie TV, episodio 4x03 (2011)
- Silk – serie TV, 7 episodi (2012-2014)
- Being Human – serie TV, 5 episodi (2013)
- Delitti in Paradiso (Death in Paradise) – serie TV, episodio 3x08 (2014)
- New Tricks - Nuove tracce per vecchie volpi (New Tricks) – serie TV, episodio 11x07 (2014)
- Mad Dogs – serie TV, 10 episodi (2015-2016)
- Poldark – serie TV, 15 episodi (2015-2016)
- Riviera – serie TV, 9 episodi (2017)
- Inside No. 9 – serie TV, un episodio (2020)
- Trying – serie TV, 12 episodi (2020-2022)
- Slow Horses – serie TV, un episodio (2022)

## Doppiatori italiani
Nelle versioni in italiano delle opere in cui ha recitato, Phil Davis è stato doppiato da:
- Roberto Chevalier in Il Bounty
- Luigi Ferraro in Nicholas Nickleby
- Nino Prester in Il segreto di Vera Drake
- Claudio Sorrentino in Diario di uno scandalo
- Dario Penne in Sogni e delitti
- Saverio Moriones in Whitechapel
- Fabrizio Temperini in Another Year
- Ambrogio Colombo in Mr. Holmes - Il mistero del caso irrisolto
- Luca Dal Fabbro in Poldark, Juliet, Naked - Tutta un'altra musica
- Paolo Marchese in Riviera
- Oliviero Dinelli in Sherlock